# У Гуанчжун
У Гуанчжун (吳冠中, 29 серпня 1919 —25 червня 2010) — китайський художник, один із засновників сучасного живопису Китаю.

## Життєпис
Народився 1919 року у м. Ісін (провінція Цзянсу). Походив з родини вчителів. Після закінчення середнього школи у 1935 році У Гуанчжун склав вступні іспити і вчився на інженера у Чжецзянському промисловому училищі (тепер технікум Чжецзянського університету) у м.Ханчжоу. У 1936 році він перейшов в Національної Академії Мистецтв, де вивчав китайський і західний живопису у Пан Тяньшоу і Лінь Фенмяня. Після закінчення у 1942 році академії стає доцентом кафедри архітектури Чунцінського університету. У 1946 році отримує стипендію від міністерства освіти для навчання закордоном. Того ж року одружується у Нанкіні.
У 1947–1950 роках навчався живопису у Франції у Вищій національній школі образотворчих мистецтв (Париж). По поверненню стає викладачем у Центральній академії образотворчих мистецтв у Пекіні. У 1953 році він був призначений ад'юнкт-професором кафедри архітектури Університету Цінхуа. У 1964 році переведений до Центральної академії образотворчих мистецтв. У 1966 році з початком культурної революції був звільнений. Його було названо «фортецею буржуазного формалізму». У 1970 був відправлений до провінції Хебей на каторжні роботи.
У Гуанчжун повернувся до Пекіну лише у 1978 році, де провів свою першу персональну виставку. У 1979 році його обирають виконавчим директором Союзу китайських художників. У 1985 році У Гуанчжун стає членом Національного комітету Китайської народної політичної консультативної конференції, а у 1994 році — Постійного Комітету Національного комітету Китайської народної політичної консультативної конференції. У нього були персональні виставки в найбільших галереях і музеях по всьому світу, включаючи материковий Китай, Гонконг, Сінгапур, Японію (у м. Токіо), Тайвань (у м. Тайбей), Корею, Велику Британію та США.
У 1995 році обирається почесним президентом Союзу китайських художників. У 2002 році стає почесним членом академії мистецтв Франції, а у 2006 році — доктором Гонконзького університету. Помер 25 червня 2010 року у Пекіні від раку легенів.

## Творчість
У Гуанчжун є визнаним майстром пейзажу й ландшафтів. Картини вирізняються відчуттям кольору, застосуванням у живопису гохуа принципів західного живопису, але дух і тональні варіації залишаються китайськими. Природні пейзажі зводяться до простої, але потужної абстрактної форми. Багато в чому твори нагадують роботи європейських імпресіоністів, зокрема Утрилло, Брака, Матісса, Гогена, Сезанна і Пікассо й особливо Ван Гога.
У Гуанчжун малював різні краєвиди Китаю, а також будівлі, рослини, тварин, людей. Його найвідоміші картини «Десять тисяч лі річкою Янцзи» (продано за 5 млн доларів), «Три ущелини на річці Янцзи», «Батьківщина Лу Сіня», «Краєвид озера», «Місто мостів», «Північні пейзажі» (продано за 27 млн юанів), «Гора», «Сад». У 2008 році він передав 113 своїх картин Сінгапурському художньому музею.